# Sinus sfenoparietal
 Sinusul cavernos primește vena oftalmică superioară prin fisura orbitală superioară, unele dintre venele cerebrale și sinusul sfenoparietal mic, care se desfășoară în  lung sub suprafața aripii mici a osului sfenoid. 

## Imagini suplimentare

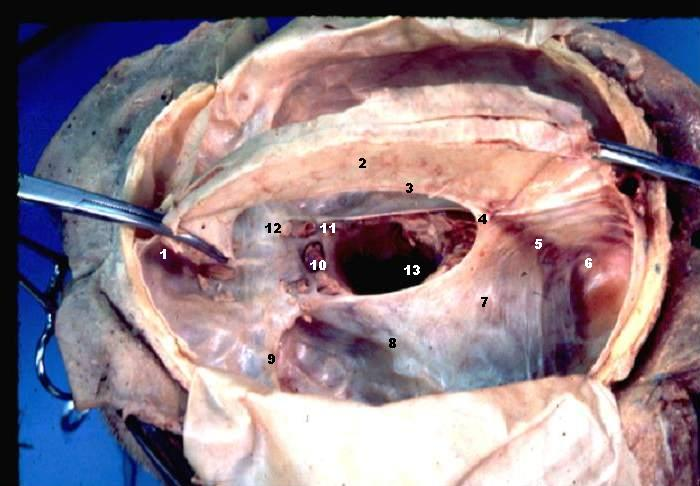
Durata creierului uman (reflecții)